# Dischidia lanceolata
Dischidia lanceolata är en oleanderväxtart som först beskrevs av Bi., och fick sitt nu gällande namn av Joseph Decaisne. Dischidia lanceolata ingår i släktet Dischidia och familjen oleanderväxter. Inga underarter finns listade i Catalogue of Life.